# Мирзоев, Эльвин Афган оглы
Эльвин Афган оглы Мирзоев (азерб. Mirzəyev Elvin Əfqan oğlu; 11 ноября 1993, Туркменбашы, Туркменистан) — азербайджанский футболист, амплуа — защитник клуба «Файзканд».

## Биография
Эльвин Мирзоев родился 11 ноября 1993 года в Туркменистане, в городе Красноводск (ныне Туркменбашы). В возрасте 2 лет переехал вместе с семьей в Азербайджан. До 11 лет жил в Баку, затем переезжает в Ленкорань. Начал заниматься футболом в возрасте 12 лет в ДЮСШ города Ленкорань, где его наставником был Бахтияр Мирсадигов.

## Клубная карьера
Является воспитанником футбольного клуба «Хазар-Ленкорань». До перехода в основной состав, являлся капитаном резервистов. В 2011 году перешёл в основной состав «южан». В июне 2015 года «Хазар-Ленкорань» продлил контракт с футболистом ещё на три года.
Дебютную игру за основной состав «кораблестроителей» провел 1 февраля 2015 года, в матче Премьер-лиги Азербайджана против закатальского «Симурга».

### Чемпионат
Статистика выступлений в чемпионате Азербайджана по сезонам:
| № | Сезон       | Клуб              | Игр | Голов | Игр в запасе |
| - | ----------- | ----------------- | --- | ----- | ------------ |
| 1 | 2011 / 2012 | «Хазар-Ленкорань» | 0   | 0     | 2            |
| 2 | 2012 / 2013 | «Хазар-Ленкорань» | 0   | 0     | 3            |
| 3 | 2014 / 2015 | «Хазар-Ленкорань» | 14  | 0     | 6            |
| 4 | 2015 / 2016 | «Хазар-Ленкорань» | 1   | 0     | 3            |

### Кубок
В Кубке Азербайджана провел нижеследующие игры:
| № | Сезон       | Клуб              | Игр | Голов | Игр в запасе |
| - | ----------- | ----------------- | --- | ----- | ------------ |
| 1 | 2014 / 2015 | «Хазар-Ленкорань» | 2   | 0     | 0            |

## Достижения
- Серебряный призёр Премьер-лиги в сезоне 2011/12 годов в составе ФК «Хазар-ленкорань»;
- Финалист Кубка Азербайджана в сезоне 2012/13 годов в составе ФК «Хазар-ленкорань»;
- Победитель Суперкубка Азербайджана 2013 года в составе ФК «Хазар-ленкорань»;